# Phoenix Mars Lander
Phoenix Mars Lander è stata una sonda automatica sviluppata dalla NASA per l'esplorazione del pianeta Marte. La missione scientifica della sonda era studiare l'ambiente marziano per verificarne la possibilità di sostenere forme di vita microbiche e per studiare l'eventuale presenza di acqua nell'ambiente. La sonda è stata lanciata il 4 agosto 2007 alle 05:26:34 am EDT da un razzo Delta II 7925 prodotto dalla Boeing ed è atterrata su Marte il 25 maggio 2008 alle 23:38 UTC. La sonda è stata creata da un programma congiunto del Lunar and Planetary Laboratory dell'Università dell'Arizona sotto direzione NASA. Al programma parteciparono anche università statunitensi, canadesi, svizzere, tedesche, la Canadian Space Agency ed alcune imprese aerospaziali. La sonda è atterrata nei pressi della calotta polare settentrionale del pianeta, una regione ricca di ghiaccio, e un braccio robot ha cercato nel terreno artico eventuali tracce di acqua e microbi. La missione si è conclusa il 10 novembre 2008.
Il lander Phoenix è la sesta sonda ad atterrare sul pianeta rosso e la terza, dopo i Viking 1 e 2 ad utilizzare dei propulsori per controllare la discesa.

## Sviluppo
La NASA ha selezionato la missione Phoenix dell'Università dell'Arizona per il lancio del 2007 nell'agosto del 2003. La missione è stata la prima di una serie di piccole missioni note come Scout progettate per competere con il Mars Exploration Program dell'Agenzia Spaziale Europea. La selezione per la missione Phoenix durò due anni e si svolse in competizione con altri istituti. I 325 milioni di dollari pagati dalla NASA per la missione superarono di sei volte come costo qualunque precedente ricerca svolta dall'Università dell'Arizona. Il costo totale della missione è stato di 420 milioni di dollari.
Il Dr. Peter H. Smith del Lunar and Planetary Laboratory dell'Università dell'Arizona, direttore del progetto, scelse per la missione il nome Phoenix prendendo spunto dalla fenice della mitologia, l'uccello in grado di risorgere dalle proprie ceneri. Con Phoenix, infatti, fu ripresa la progettazione di un lander che avrebbe dovuto essere lanciato nel 2001 ma la cui missione era stata cancellata. La Lockheed Martin comunque lo aveva quasi completato e decise di mantenerlo in sospeso per poterlo riutilizzare. Dopo la selezione Smith disse "Sono molto felice di poter iniziare il vero lavoro che porterà ad una missione di successo su Marte".

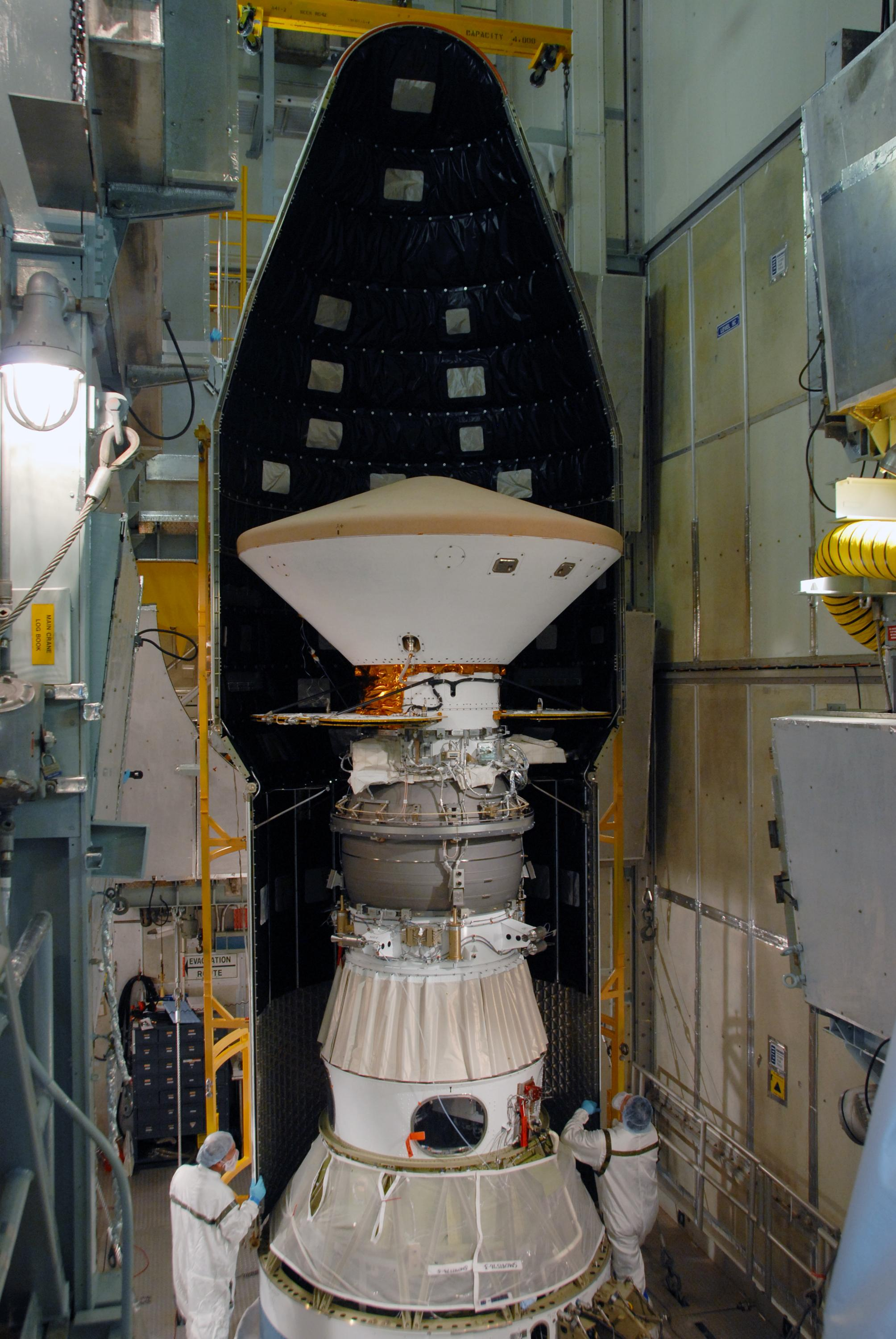
La sonda una volta montata nel razzo. (NASA)

Phoenix è stato un programma congiunto del Lunar and Planetary Laboratory dell'Università dell'Arizona sotto direzione NASA. Gli strumenti scientifici sono stati sviluppati dall'Università della California, il Jet Propulsion Laboratory di Pasadena della NASA si è occupato del progetto della missione e della sua gestione. La Lockheed Martin Space Systems di Denver (Colorado) ha prodotto la sonda e si è occupata delle verifiche della stessa. La Canadian Space Agency ha sviluppato la stazione meteorologica, compreso un innovativo sensore atmosferico basato su tecnologia laser. Tra gli istituti di ricerca secondari vi sono il Malin Space Science Systems (California), il Max Planck Institute for Solar System Research (Germania), il NASA Ames Research Center (California), il NASA Johnson Space Center (Texas), l'Optech Incorporated, l'Istituto SETI, il Texas A&M University, la Tufts University, l'University of Colorado, l'University of Michigan, l'Università di Neuchâtel (Svizzera), l'University of Texas at Dallas, l'University of Washington, la Università Washington a Saint Louis, e la York University (Canada).
Il 2 giugno 2005 dopo le prime critiche dei membri il progetto preliminare venne rivisto e la NASA lo approvò per la realizzazione.

## Caratteristiche tecniche
La sonda è atterrata utilizzando i razzi per rallentare la discesa, così come era accaduto nel programma Viking. Nel 2007 il professore Dirk Schulze-Makuch della Washington State University inviò un documento all'American Astronomical Society nel quale ipotizzava che i razzi delle missioni Viking potessero aver ucciso gli eventuali microrganismi presenti nella zona dell'atterraggio. Tale ipotesi arrivò quando la missione era oramai in fase avanzata e modifiche sostanziali non potevano essere fatte senza rimandare la missione. Chris McKay uno degli scienziati che si occupavano del progetto per la NASA affermò pubblicamente di ritenere tali preoccupazioni infondate. Esperimenti condotti da Nilton Penno dell'Università del Michigan con i suoi studenti hanno analizzato l'influenza dei razzi sulla superficie ed hanno evidenziato che il danneggiamento è minimo. Le modalità di atterraggio non avrebbero dovuto quindi influenzare la missione.

## Strumenti ed esperimenti scientifici
Il lander della missione Phoenix era derivato da quello che avrebbe dovuto atterrare su Marte nella missione Mars Surveyor. Quest'ultimo era stato quasi completato dalla Lockheed Martin quando, nel 2000, la NASA annullò la missione, e da allora fu conservato in una camera controllata fino al finanziamento della missione Phoenix.
Rinominata Phoenix, venne integrata una versione migliorata della fotocamera panoramica dell'University of Arizona e uno strumento di analisi degli elementi volatili derivato da quello presente nel Mars Polar Lander: inoltre la sonda includeva esperimenti sviluppati per il programma Mars Surveyor 2001 come il braccio robot e il microscopio per le analisi chimiche e batteriologiche. Gli strumenti scientifici includevano una fotocamera per le immagini durante la discesa e degli strumenti meteorologici.

### Braccio robotizzato
Il braccio robotico era stato progettato con una estensione di 2,35 m ed era in grado di scavare la superficie sabbiosa fino ad una profondità di 0,5 m. Venne progettato e costruito dalla Alliance Spacesystems LLC.

### Robotic Arm Camera (RAC)
La Robotic Arm Camera (RAC) era una camera fotografica attaccata al braccio robotico in prossimità della pala, per riprendere immagini a colori dell'area e verificare i campioni raccolti. La camera venne progettata dalla University of Arizona e dal Max Planck Institute for Solar System Research (Germania).

### Surface Stereo Imager (SSI)
La camera fotografica primaria della sonda era il Surface Stereo Imager (SSI), una camera fotografica stereo che riprese diverse immagini della regione artica marziana. Lo strumento utilizzava il sole come riferimento per determinare la distorsione atmosferica dovuta a polvere e altri fattori. Venne costruita dall' University of Arizona in collaborazione con il Max Planck Institute for Solar System Research.

### Thermal and Evolved Gas Analyzer (TEGA)
Il Thermal and evolved Gas analyzer (TEGA) era costituito da una piccola fornace ad alta temperatura e uno spettrometro di massa. Venne utilizzato per riscaldare i campioni del suolo e determinare la composizione dei vapori risultanti. Erano presenti otto camere, delle dimensioni di una penna a sfera, ciascuna in grafo di analizzare un campione, Lo strumento misurò anche i composti organici volatili, come il metano, fino ad una concentrazione di 10 ppb. Lo strumento TEGA venne costruito dall'University of Arizona e la University of Texas at Dallas.

### Mars Descent Imager (MARDI)
La camera Mars Descent Imager era progettata per riprendere immagini del sito di atterraggio durante gli ultimi 3 minuti di discesa della sonda. Tuttavia, in un test prima del lancio, venne rilevato un problema in una scheda di interfaccia che poteva potenzialmente causare un danneggiamento dei dati. Il potenziale problema poteva verificarsi se la scheda di interfaccia riceveva una immagine dallo strumento MARDI durante una fase critica della discesa finale, con la perdita dei dati provenienti dalla piattaforma inerziale, di importanza critica nel controllo della discesa e atterraggio della sonda. Questo rischio venne considerato inaccettabile, e fu deciso di non utilizzare la camera MARDI, poiché il problema venne scoperto troppo tardi per essere riparato.
La camera MARDI venne costruita dalla Malin Space Science Systems, originalmente progettata per la missione Mars Surveyor.

### Microscopy, electrochemistry, and conductivity analyzer (MECA)
Il Microscopy, Electrochemistry, and Conductivity Analyzer (MECA) era uno strumento progettato originalmente per il Mars Surveyor, costituito da un analizzatore per la chimica umida (Wet chemistry Lab), un microscopio ottico e a forza atomica, costruito da un consorzio svizzero guidato dalla Università di Neuchâtel, una sonda termica e una sonda conduttiva.
Il MECA era in grado di analizzare particelle di suolo fino a 16 nm, determinandone la composizione degli ioni idrosolubili e misurando la conduttività termica ed elettrica attraverso una sonda posta nel braccio robotico.

#### Sample wheel and translation stage
Lo strumento permetteva di portare i campioni prelevati dal braccio robotico al microscopio ottico e a scansione atomica. È stato progettato dall'Imperial College London.

#### Microscopio ottico
Il microscopio ottico, progettato dalla università dell'Arizona, era in grado di riprendere immagini del suolo marziano fino ad una risoluzione di 256 pixel/mm o 16 micrometri/pixel. Il campo visivo era di 2×2 mm, illuminato da 9 led rossi, verdi e blu o da tre led a luce ultravioletta. Il sensore CCD del microscopio aveva l'elettronica condivisa con la camera montata sul braccio robotico.

#### Microscopio a forza atomica
Il microscopio a forza atomica aveva accesso ad una piccola area del campione inviato al microscopio ottico. Lo strumento effettuava una scansione con una risoluzione massima di 0,1 μm, ed è stato costruito da un consorzio svizzero guidato dall'università di Neuchâtel.

#### Chimica umida
Il sensore è stato progettato e costruito da Thermo Fisher Scientific. Le analisi avvenivano aggiungendo acqua al campione di suolo prelevato dal braccio robotico e misurando successivamente gli ioni dissolti nell'acqua provenienti dal campione, come sodio, magnesio, calcio e zolfo. Queste informazioni erano necessarie per la valutazione della compatibilità biologica del suolo, sia per eventuali microorganismi marziani che per i futuri astronauti.
Lo strumento conteneva quattro camere identiche, ciascuna fornita di 26 sensori, e un sensore di temperatura. La concentrazione degli ioni era determinata tramite la misurazione del cambiamento di potenziale elettrico attraverso membrane che erano attraversate dagli ioni stessi. Due elettrodi sensibili all'ossigeno e all'anidride carbonica funzionavano con lo stesso principio, ma con membrane permeabili ai gas. Altri sensori erano dedicati alla ciclovoltammetria e voltammetria di ridissoluzione anodica.

#### Thermal and Electrical Conductivity Probe (TECP)
Il Thermal and Electrical Conductivity Probe possedeva quattro sonde per la misurazione nel terreno di temperatura, umidità relativa, conduttività termica, conduttività elettrica, permittività dielettrica, velocità del vento e temperaura atmosferica.
Una sonda utilizzava degli elementi riscaldanti interni per inviare un impulso di calore, e registrava l'intervallo durante il qual e il calore veniva dissipato nel terreno. La velocità di propagazione del calore permetteva la misurazione della conduttività termica, il calore specifico e la diffusività termica.
Le sonde misuravano la permittività dielettrica e la conduttività elettrica per determinare l'umidità e la salinità del terreno. Mentre le prime due sonde misuravano i sali e le proprietà termiche, le altre due misuravano la quantità di acqua.

### Stazione meteorologica
La Meteorological Station (MET) registrava quotidianamente le condizioni meteorologiche. Era equipaggiata con sensori per misurare il vento, la pressione e la temperatura. Inoltre era presente un lidar per la misurazione della quantità di particelle di polvere nell'aria. La stazione meteorologica era progettata in Canada dalla Optech e MDA e la Canadian Space Agency, con contributi di University of Alberta, Università di Aarhus (Danimarca), Università Dalhousie, Finnish Meteorological Institute.
Il lidar era un laser Nd:YAG con lunghezze d'onda di 1064 nm e 532 nm e impulso di 100 Hz, con larghezza di 10 ns. La luce diffusa era catturata da due rilevatori (uno verde e un in infrarosso).
Il laser ha scoperto precipitazioni di tipo nevoso, che non erano note prima dello svolgersi della missione.

## Panoramica della missione

### Lancio

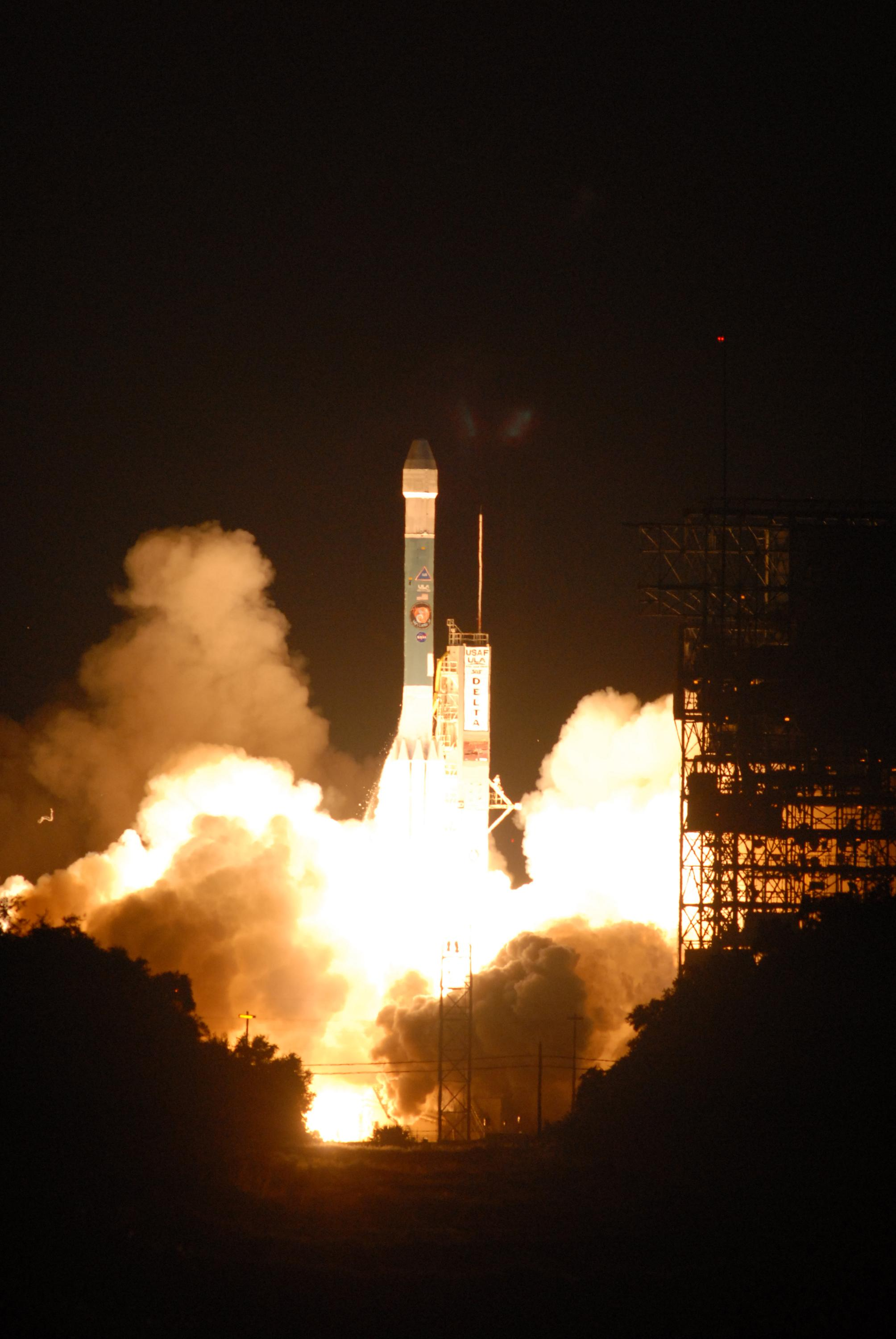
Phoenix lanciato con il razzo Delta II 7925 (NASA)

Phoenix è stato lanciato il 4 agosto 2007 alle 5:26:34 a.m. EDT (09:26:34 UTC) da un razzo Delta II 7925 dal Pad 17-A dalla Cape Canaveral Air Force Station. La finestra di lancio utile partiva il 3 agosto e terminava il 24 agosto. La ridotta finestra di lancio ha costretto la NASA a spostare il lancio della sonda Dawn che originariamente doveva partire il 7 luglio, la sonda è stata spostata in settembre. Il Delta 7925 è stato scelto anche per la sua affidabilità, il razzo ha lanciato i rover Spirit e Opportunity e il Mars Pathfinder nel 1996.

### Atterraggio

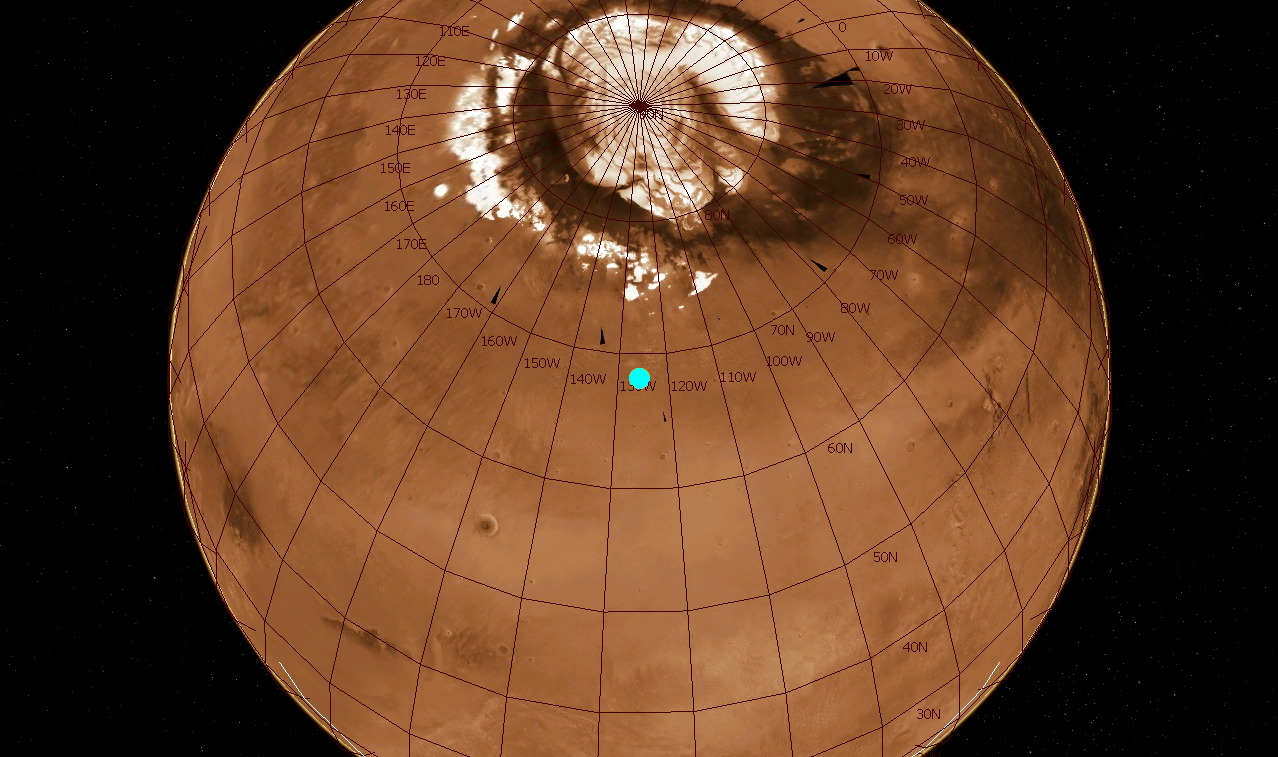
Zona di atterraggio del Phoenix Mars Lander

Dopo un viaggio di dieci mesi e 680 milioni di chilometri, il 25 maggio 2008 alle ore 11:38 UTC (01:38 del 26 maggio, ora italiana), il "Phoenix Mars Lander" atterrava su Marte. Le manovre sono state seguite contemporaneamente, primo caso nella storia dell'esplorazione del pianeta rosso, da tre sonde in orbita al momento dell'arrivo della Phoenix: Mars Odyssey e Mars Reconnaissance Orbiter della NASA e Mars Express Orbiter dell'ESA. Questo ha permesso di monitorare le varie fasi dell'atterraggio con una precisione superiore rispetto alle precedenti missioni.
Il sito di atterraggio prescelto era un'ellisse di 100×20 km di ampiezza, in una regione vicino al polo nord del pianeta chiamata in modo informale "Green Valley". Questa regione è stata scelta perché, in base ai dati pervenuti dalle sonde attualmente in orbita attorno al pianeta, essa contiene la maggior concentrazione di acqua ghiacciata al di fuori dei poli.
L'ingresso nell'atmosfera marziana è avvenuto all'1:46:33 UTC del 26 maggio alla velocità di quasi 20.000 km/h; la capsula contenente la sonda è stata dunque frenata prima dall'attrito dell'atmosfera e successivamente dall'apertura di un paracadute alle 1:50:15 è stato dispiegato il paracadute. Quindici secondi dopo è stato distaccato lo scudo termico.
L'accelerazione negativa di picco è stata stimata in circa 9,2 g, raggiunta alle 1:47:00 UTC.
Arrivata alla quota di un chilometro sopra la superficie con una velocità di otto chilometri orari, la sonda si è infine staccata dalla capsula ed ha percorso l'ultimo tratto a velocità costante, sostenuta, come per le precedenti missioni Viking, da un sistema di razzi frenanti che le hanno permesso anche di orientarsi in modo da distendere i pannelli solari in direzione est-ovest, la migliore per ricevere i raggi del sole. L'atterraggio è stato effettuato all'23:53:52 UTC (MSD 47777 1:02 AMT, 25 Kumbha 212 Dariano). Il ritardo di 7 secondi nell'apertura del paracadute ha comportato uno spostamento del luogo di atterraggio effettivo di 25–28 km a est, vicino al bordo dell'ellisse prevista.
La camera HiRISE del Mars Reconnaissance Orbiter ha ripreso la sonda Phoenix mentre stava scendendo attraverso l'atmosfera marziana rallentata dal paracadute. Questa immagine è la prima mai ripresa di una sonda durante l'atterraggio su un altro pianeta (Le precedenti immagini di allunaggi non contano in questa classifica, poiché la Luna non è un pianeta ma un satellite naturale). La stessa camera ha ripreso la sonda sulla superficie con risoluzione sufficiente a poter distinguere il lander e i due pannelli solari. I controllori di volo hanno utilizzato un tracciamento Doppler fornito dagli orbiter Odyssey e Mars Reconnaissance Orbiter per determinare la posizione esatta di Phoenix, alle coordinate 68.218830°N 234.250778°E.
L'atterraggio è avvenuto in una regione pianeggiante e sostanzialmente priva di asperità chiamata Vastitas Borealis, nella tarda primavera dell'emisfero marziano settentrionale, quando il Sole illumina i pannelli solari della sonda per tutto il giorno. L'elevazione solare varia da 3,2° a 46,3° il 25 maggio, da 3,9° a 47° il 25 giugno e da 0° a 43° il 2 settembre. La sonda ha visto quindi il primo tramonto all'inizio di settembre 2008.
Subito prima dell'atterraggio, la sonda ha utilizzato i suoi propulsori per orientare i pannelli solari lungo l'asse est-ovest e massimizzare la generazione di energia. Dopo pochi minuti la sonda ha disteso i due pannelli solari ed ha inviato verso la Terra le prime immagini dal sito di atterraggio. Esse sono giunte attorno alle 2:00 UTC del 26 maggio 2008, e mostrano una superficie priva di rocce e incisa con piccoli solchi lunghi 5 m e alti 10 cm che disegnano delle forme vagamente poligonali.

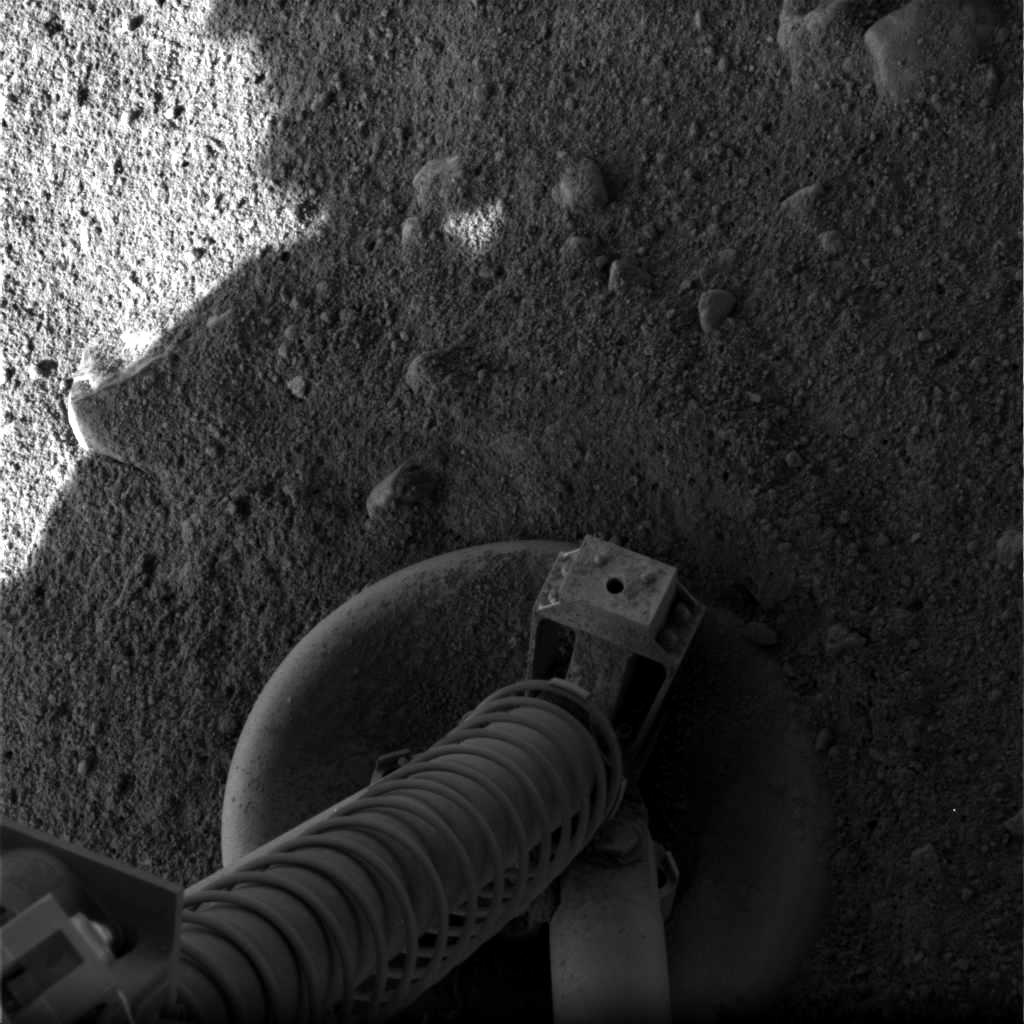
Prima immagine dal sito di atterraggio
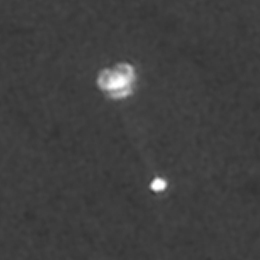
Dettaglio ingrandito della sonda durante la discesa

### Esplorazione

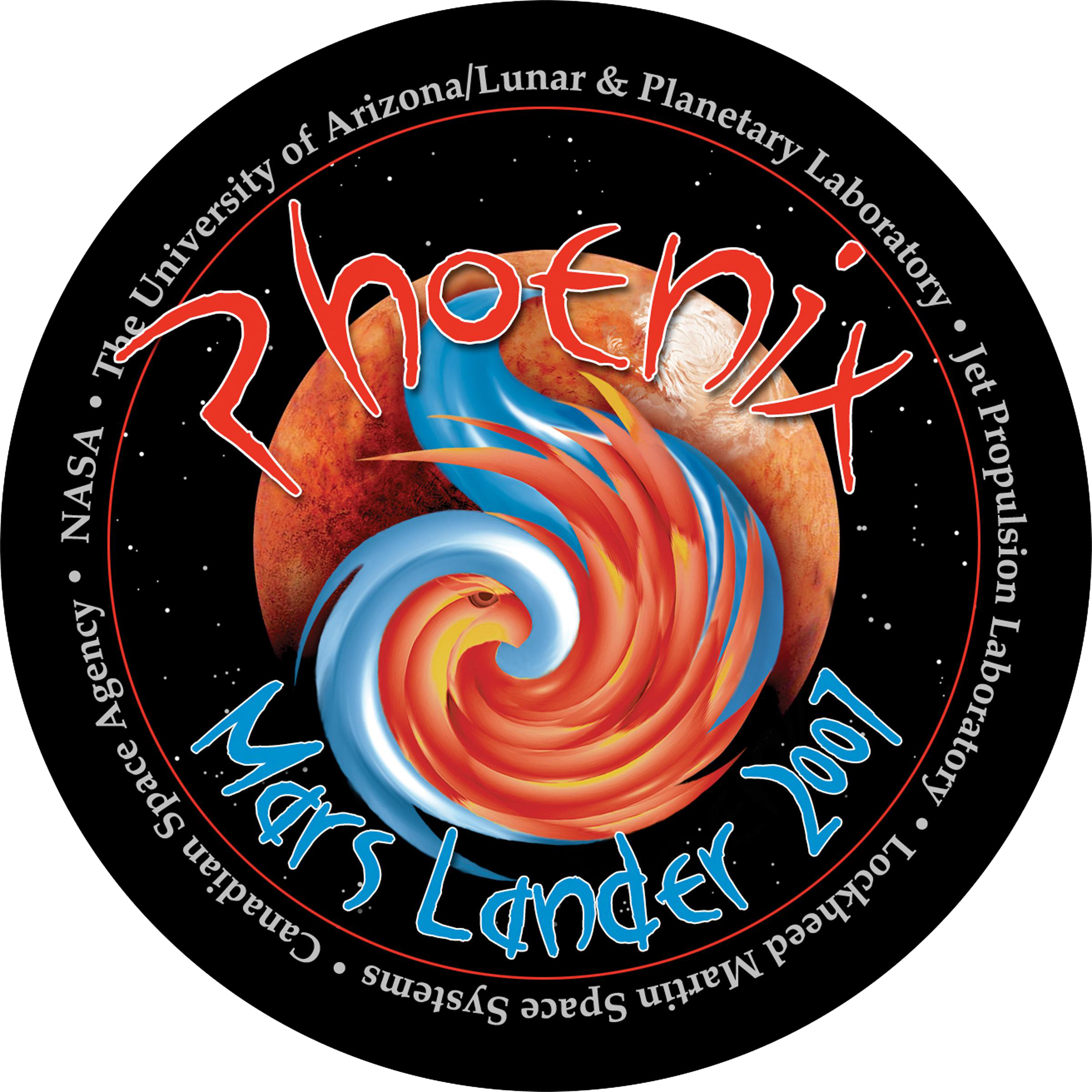
Stemma della missione

La missione aveva due obiettivi, il primo era lo studio della passata presenza di acqua sul pianeta, un'informazione chiave per comprendere i passati cambiamenti climatici del pianeta. Il secondo obiettivo era la ricerca di zone vivibili sul pianeta. Gli strumenti della Phoenix erano stati progettati per studiare i cambiamenti dell'artico marziano. La regione dove era atterrata Phoenix è troppo fredda per permettere all'acqua di esistere in forma liquida ma ogni 50.000 anni per via delle periodiche modificazioni dell'orbita di Marte la regione diventa abbastanza calda per fondere l'acqua e in queste condizioni se la vita esiste dovrebbe svilupparsi. La missione aveva lo scopo di verificare l'esistenza o meno della vita su Marte. Questa missione segue la strategia NASA di far ricerche "seguendo" l'acqua.
La missione primaria è durata 90 giorni, e a seguito delle buone condizioni della sonda la NASA ha deciso il 31 luglio 2008 di estendere la missione di altre cinque settimane.

### Fine missione

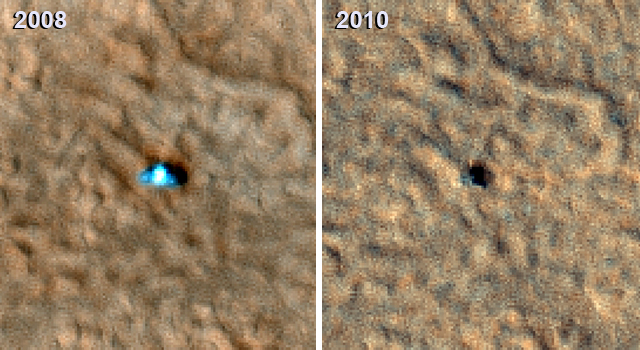
Due immagini di Phoenix prese dall'orbita marziana nel 2008 a nel 2010. Nell'immagine del 2008 il lander mostra due punti relativamente blu su entrambi i lati corrispondenti ai pannelli solari circolari puliti. Nel 2010 è presente solo un'ombra scura che potrebbe essere il corpo lander e il pannello solare orientale, ma senza l'ombra dal pannello solare occidentale.

Il 28 ottobre 2008 la sonda è entrata in modalità di sicurezza a causa della scarsità di energia disponibile. Infatti, l'insolazione è andata via via diminuendo nel corso della missione con l'avvicinarsi dell'inverno marziano e la quantità di energia che può essere ricavata dalla conversione della luce solare attraverso i pannelli fotovoltaici è diminuita di conseguenza. La NASA ha quindi accelerato i piani per lo spegnimento dei quattro riscaldatori che mantengono la temperatura della strumentazione. Dopo il ripristino della modalità operativa, sono stati inviati i comandi per spegnere due riscaldatori invece di uno, come era previsto inizialmente. Essi forniscono calore al braccio robotico, al laboratorio TEGA e ad un'unità pirotecnica sul lander che non è stata mai usata. Successivamente sono stati spenti i relativi strumenti.
Dal 2 novembre 2008, dopo una breve comunicazione con la Terra, la sonda non ha più dato segni di vita. Il 10 novembre 2008, tre mesi dopo il termine previsto, la missione è stata dichiarata terminata. Gli ingegneri della NASA hanno successivamente continuato a cercare di mettersi in contatto con la sonda, sebbene l'inverno marziano a quelle latitudini fosse quasi sicuramente troppo rigido per Phoenix.
La sonda era stata progettata per una durata di 90 giorni e la sua missione era stata prolungata dopo che la missione primaria era terminata con successo ad agosto 2008.

#### Tentativi di comunicazione nel 2010
Sono stati fatti altri tentativi di mettersi con contatto con Phoenix a partire dal 18 gennaio 2010 (Sol 835) ma senza successo. Successivi tentativi a febbraio e marzo hanno fallito nel ricevere alcun segnale. Il 24 maggio 2010 il project manager Barry Goldstein ha quindi annunciato che la missione era definitivamente terminata. Immagini dal Mars Reconnaissance Orbiter hanno mostrato che i pannelli solari di Phoenix erano apparentemente danneggiati dal congelamento durante l'inverno marziano.

## Risultati scientifici

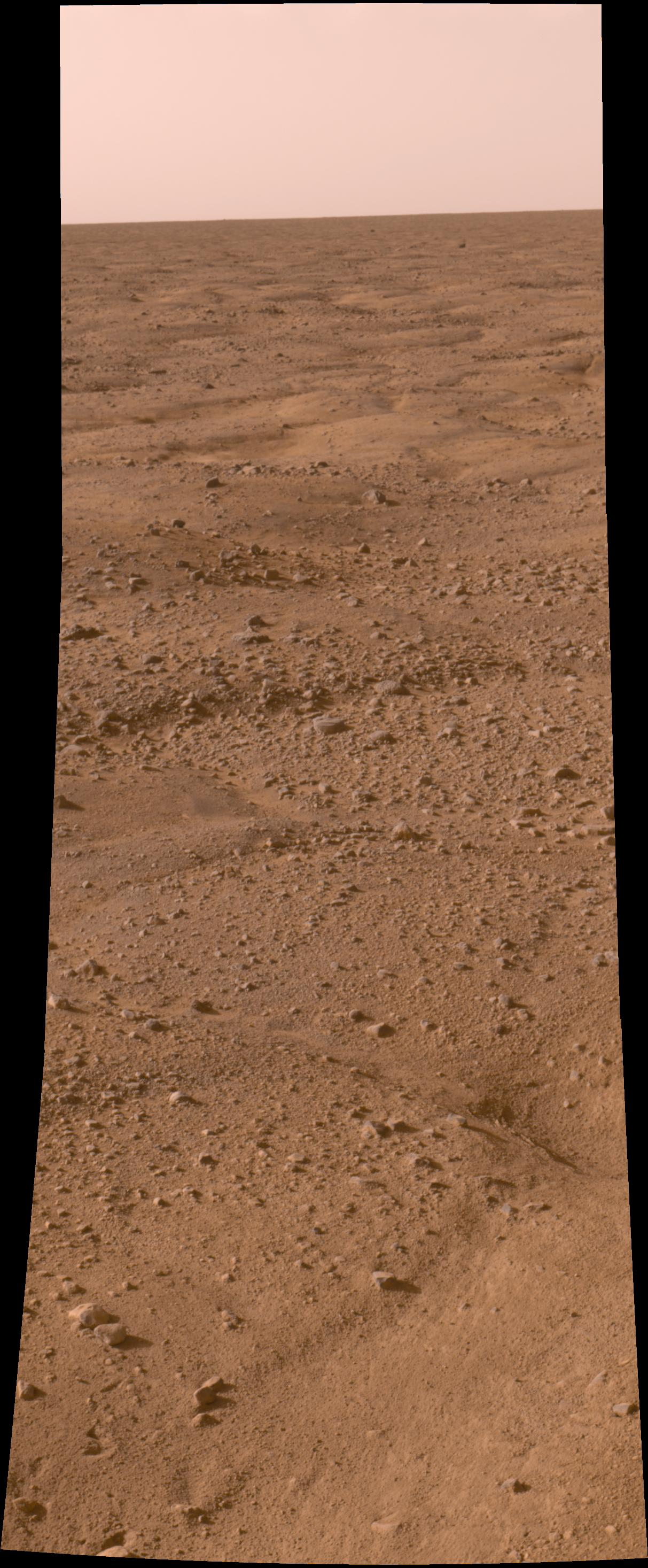
Mosaico di immagine che mostra la struttura poligonale del suolo, probabilmente causata dal permafrost marziano

A differenza dei siti esplorati dal lander Viking e dal rover Mars Pathfinder, quasi tutte le rocce nei pressi del luogo di atterraggio della Phoenix sono di piccole dimensioni. Non sono presenti dune o ondulazioni. Il terreno è pianeggiante, e presenta strutture a forma di poligono di 2-3 metri di diametro e un perimetro formato da piccoli canali profondi da 20 a 50 cm. Queste formazioni sono state create dal ghiaccio nel terreno che si espande e contrae a seguito di cambiamenti nella temperatura. Il microscopio ha mostrato che il terreno, nelle strutture poligonali, è composto da particelle piatte e arrotondate (probabilmente un qualche tipo di argilla). Il ghiaccio è presente al centro delle strutture poligonali ad una profondità di qualche pollice e lungo il perimetro ad una profondità di 8 pollici. Quando il ghiaccio diventa esposto alla atmosfera marziana sublima lentamente.
Sono stati osservati anche alcuni diavoli di sabbia.

### Conferma della presenza di ghiaccio
Il 19 giugno 2008 la NASA ha annunciato che nello scavo compiuto dal braccio robotico sono state osservate delle zone di materiale chiaro, delle dimensioni di pochi centimetri, che sono scomparse nell'arco di 4 giorni. Questa scoperta implica che, molto probabilmente, erano composte di ghiaccio d'acqua, che è sublimato a seguito della sua esposizione. Sebbene anche il ghiaccio secco sublimi alle condizioni di temperatura e pressione registrate dal lander, avrebbe dovuto farlo tuttavia molto più velocemente.

### Test chimici

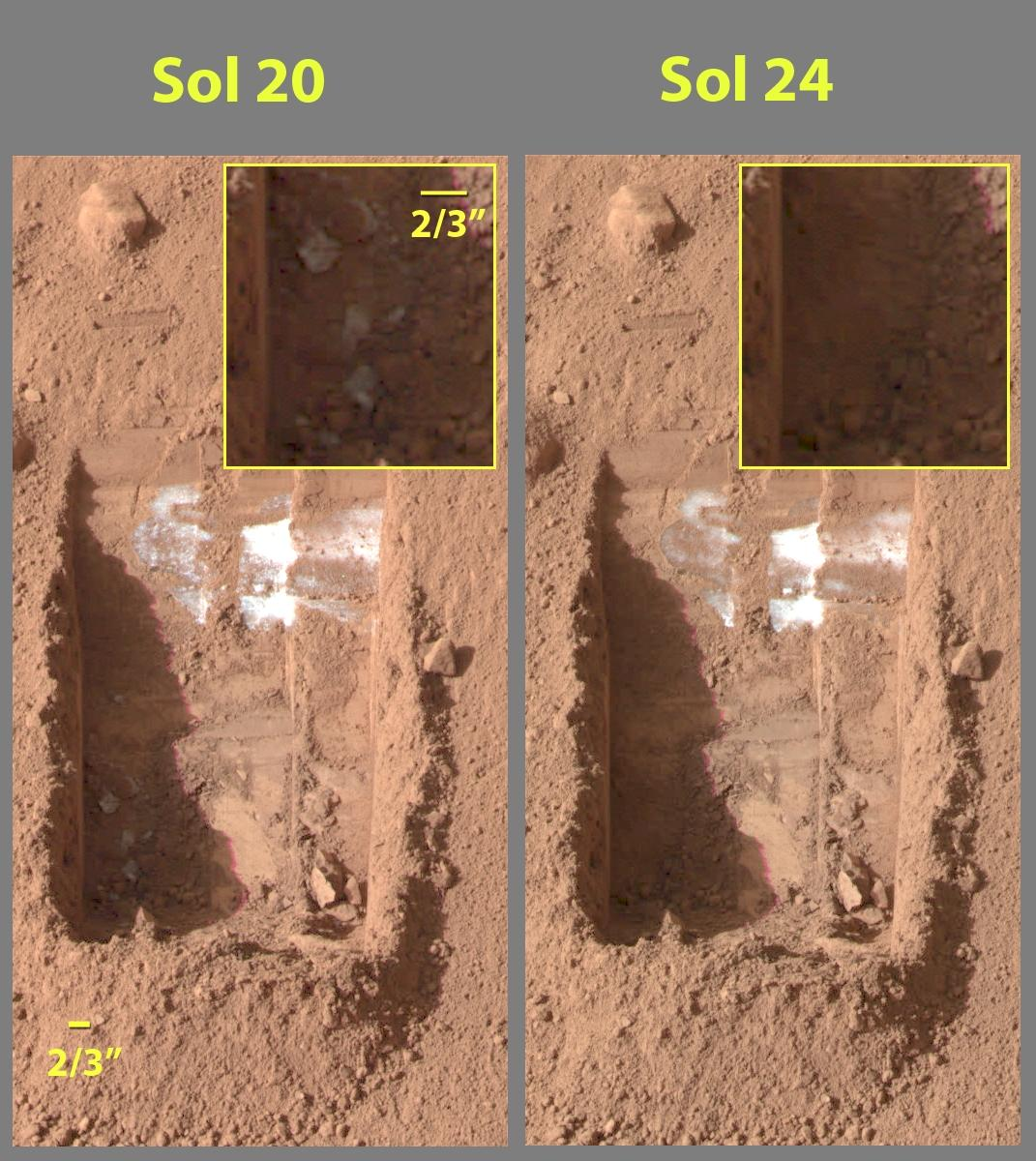
Due immagini, riprese a distanza di qualche giorno, che mostrano delle parti chiare nel terreno sottostante la superficie che sono parzialmente sublimate

Il 24 giugno sono iniziati una serie di test chimici importanti. Il braccio robotico ha scavato raccogliendo altri campioni di terreno e depositandoli sui tre analizzatori presenti sulla sonda: un forno che ha scaldato il terreno e ha analizzato i gas emessi, un microscopio e un mini laboratorio di chimica delle soluzioni acquose. Il 26 giugno 2008 la sonda, ha iniziato ad inviare i primi risultati dei test con informazioni sul terreno tra cui i sali presenti e l'acidità. Il laboratorio per la chimica delle soluzioni acquose fa parte di un gruppo di strumenti chiamato Microscopy, Electrochemistry and Conductivity Analyzer (MECA).
I primi risultati hanno mostrato che il terreno superficiale è moderatamente alcalino, con un pH compreso tra 8 e 9. Sono stati trovati ioni di magnesio, sodio, potassio e cloruro. Il livello totale di salinità è modesto. Questi valori sono stati giudicati sufficientemente positivi dal punto di vista biologico. Le analisi del primo campione hanno indicato la presenza di molecole di acqua e anidride carbonica che sono state rilasciate dai minerali contenuti nel campione di terreno durante l'ultimo ciclo di riscaldamento (con temperature attorno ai 1000 °C).
Le analisi di un campione di terreno, raccolto il 30 luglio e riscaldato nel forno presente sulla sonda, hanno fornito la prima prova, da analisi di laboratorio, della presenza di acqua libera sulla superficie di Marte.
Il 31 luglio 2008 la NASA ha annunciato che la sonda aveva confermato la presenza di ghiaccio d'acqua su Marte, come ipotizzato dai dati dell'orbiter Mars Odyssey. Durante il ciclo di riscaldamento di un campione di suolo, lo spettrometro di massa del TEGA ha rilevato vapore acqueo quando la temperatura del campione ha raggiunto gli 0 °C.
L'acqua in forma liquida non può esistere in superficie a causa della pressione atmosferica eccessivamente bassa, tranne per brevi periodi di tempo ad altitudini inferiori.
Con le buone condizioni di operatività di Phoenix, la NASA ha annunciato l'estensione della missione fino al 30 settembre 2008. Il team scientifico, dopo la conferma della presenza d'acqua, si pose come obiettivo determinare se il ghiaccio si sia trasformato in acqua liquida a sufficienza per poter sostenere i processi legati alla vita e se siano presenti gli ingredienti chimici necessari alla vita.

### Chimica umida
Il 24 giugno 2008 gli scienziati NASA lanciarono una delle serie principali di analisi scientifiche. Il braccio robotico raccolse ulteriori campioni di terreno e li mise in 3 diversi analizzatori di bordo: un forno che riscaldava il campione ed analizzava i gas emessi, un microscopio e un laboratorio di chimica umida. Esso comprende un gruppo di strumenti chiamato Microscopy, Electrochemistry and Conductivity Analyzer (MECA). Il braccio robotico venne posizionato sopra il laboratorio di bordo di chimica umida nel Sol 29 (il 29º giorno marziano dall'inizio della missione) e il Sol successivo venne trasferito il campione nello strumento, che effettuò il primo esperimento di chimica umida. Infine, nel Sol 31 (26 giugno 2008) la sonda inviò i risultati contenenti informazioni sui sali e l'acidità del terreno.
I risultati preliminari inviati a Terra mostrarono che il terreno superficiale è moderatamente alcalino, con un pH compreso tra 8 e 9. Vennero trovati ioni di magnesio, sodio, potassio e cloruro. Il valore totale di salinità era modesto. I livelli di cloruro erano bassi, quindi il gruppo di anioni presenti non venne inizialmente identificato. I livelli di pH e di salinità furono interpretati come positivi dal punto di vista dello sviluppo di forme biologiche. Le analisi del laboratorio TEGA del primo campione di terreno indicarono la presenza di acqua legata e CO2 che vennero rilasciate durante l'ultimo ciclo di riscaldamento (quello a temperatura maggiore, attorno a 1 000 °C).
Il 1º agosto 2008 la rivista Aviation Week riferì che "La Casa Bianca è stata avvertita dalla NASA su un imminente annuncio riguardante importanti scoperte sulle potenzialità di vita su Marte". Questo annuncio fece aumentare le speculazioni dei media sulla possibile scoperta di prove della presenza di vita passata o presente su Marte. Per attenuare le speculazioni, la NASA rilasciò i risultati preliminari e non confermati delle analisi, che suggerivano la presenza di perclorato sul suolo marziano. Questo risultato rende il pianeta maggiormente ostile alle forme di vita di quanto non si fosse pensato in precedenza.

## Il DVD

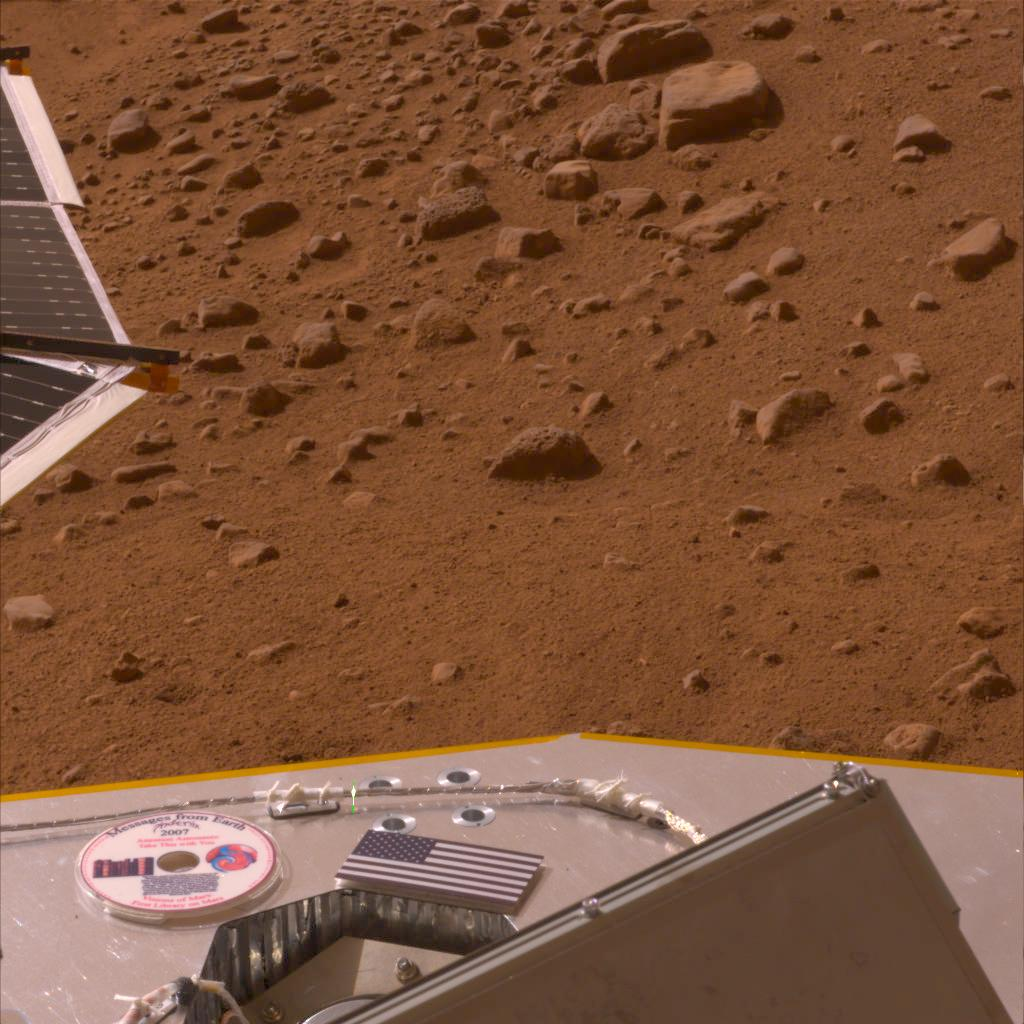
Il DVD sulla sonda Phoenix

L'associazione Planetary Society ha composto un DVD che è stato agganciato sul lander, contenente una collezione multimediale di letteratura e di arte che riguarda il pianeta rosso chiamata Visions from Mars. Tra le opere sono stati inclusi il testo de La Guerra dei Mondi di H.G. Wells (e la famigerata trasmissione radio di Orson Welles), Mars as the Abode of Life di Percival Lowell con una mappa dei canali di Marte, le Cronache marziane di Ray Bradbury e Green Mars di Kim Stanley Robinson. Sono anche presenti dei messaggi destinati ai futuri visitatori marziani, tra cui quelli scritti da Carl Sagan e Arthur C. Clarke. Nell'autunno 2006, la Planetary Society ha anche raccolto circa 250 000 nomi inviati attraverso internet.
Il DVD è costituito di un particolare materiale che è stato pensato per resistere alle condizioni climatiche di Marte, in modo da conservare per centinaia (e forse migliaia) di anni i dati.

## Galleria d'immagini

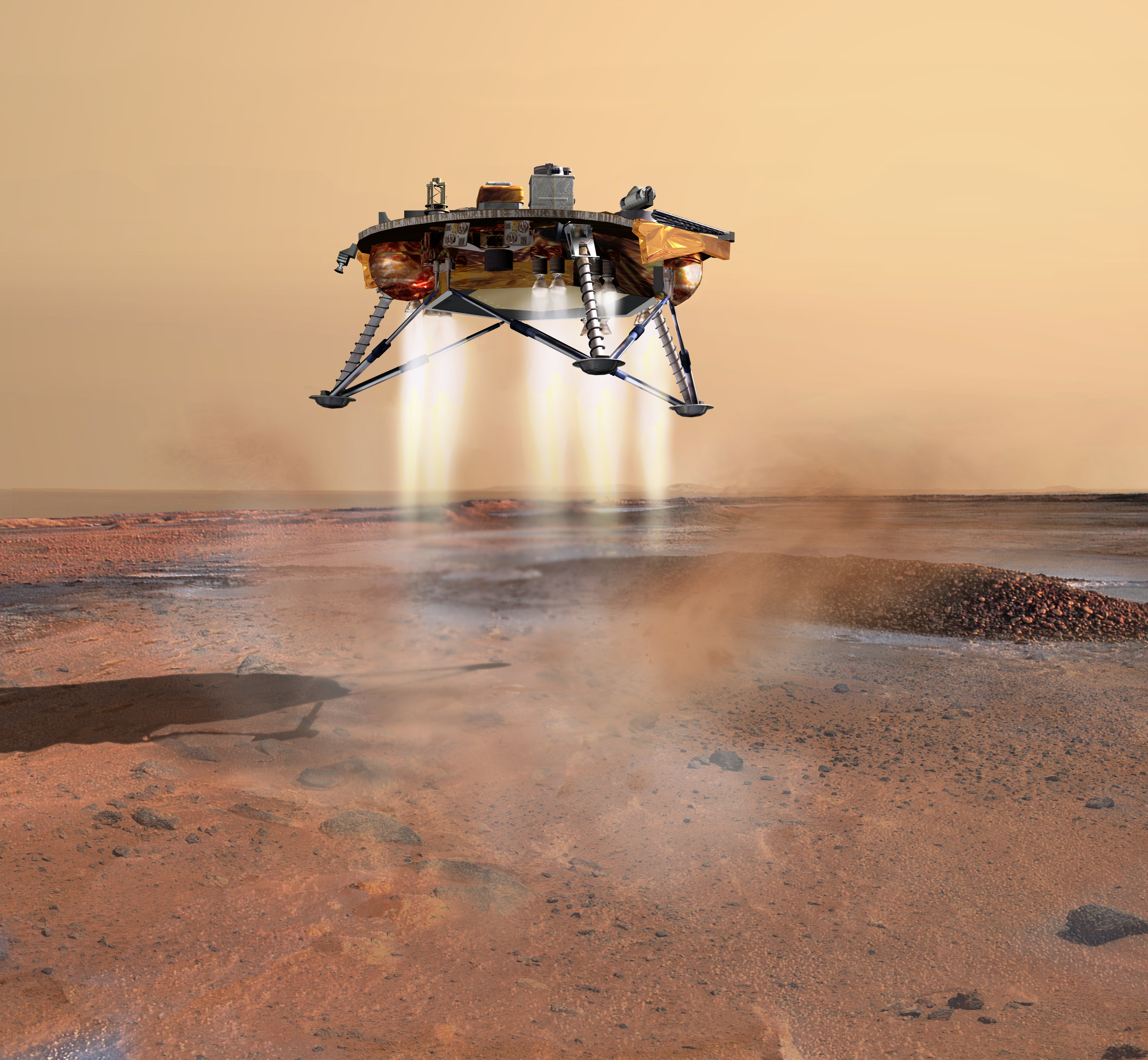
Ricostruzione dell'arrivo della sonda su Marte
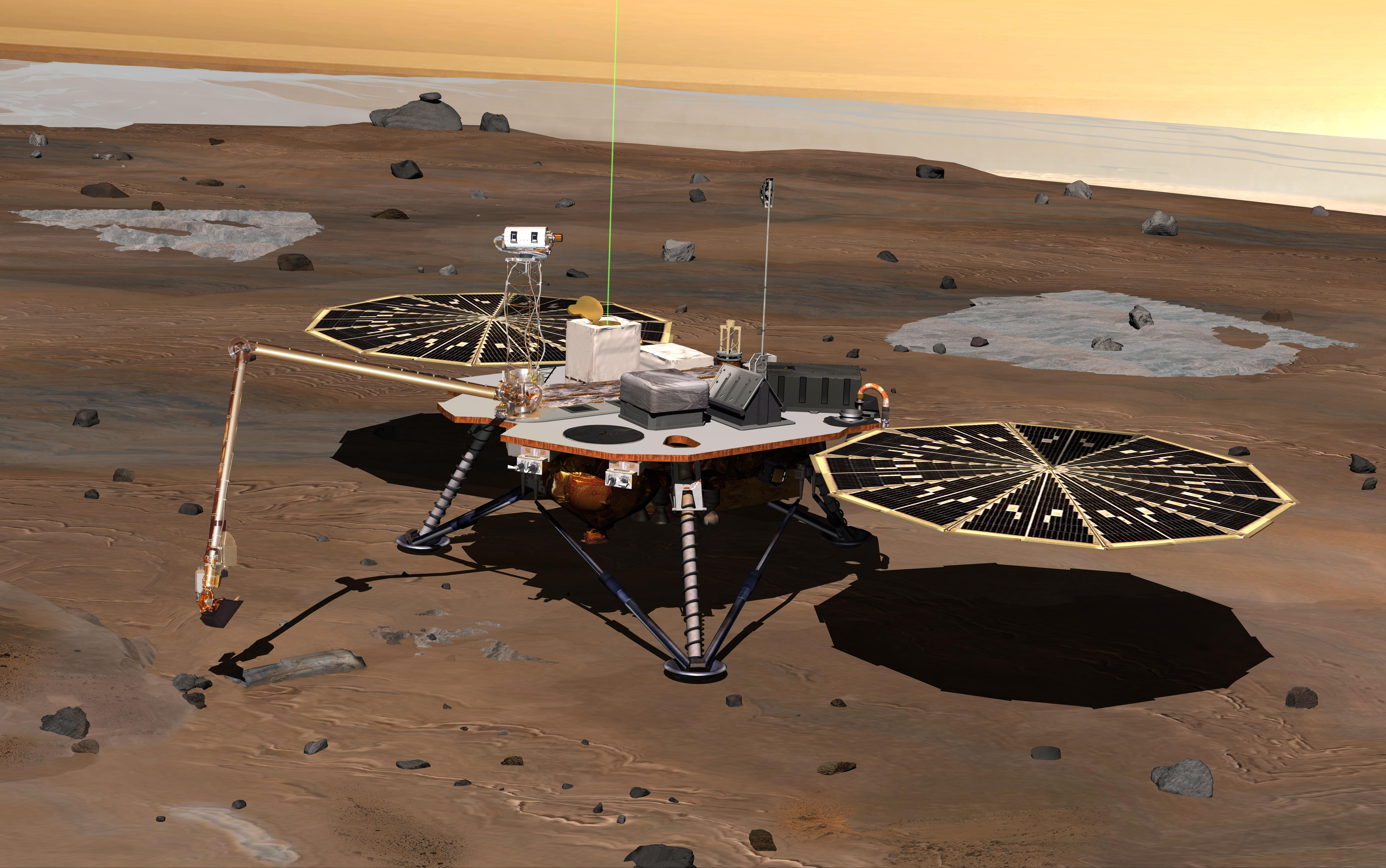
Ricostruzione della sonda che dispiega il braccio
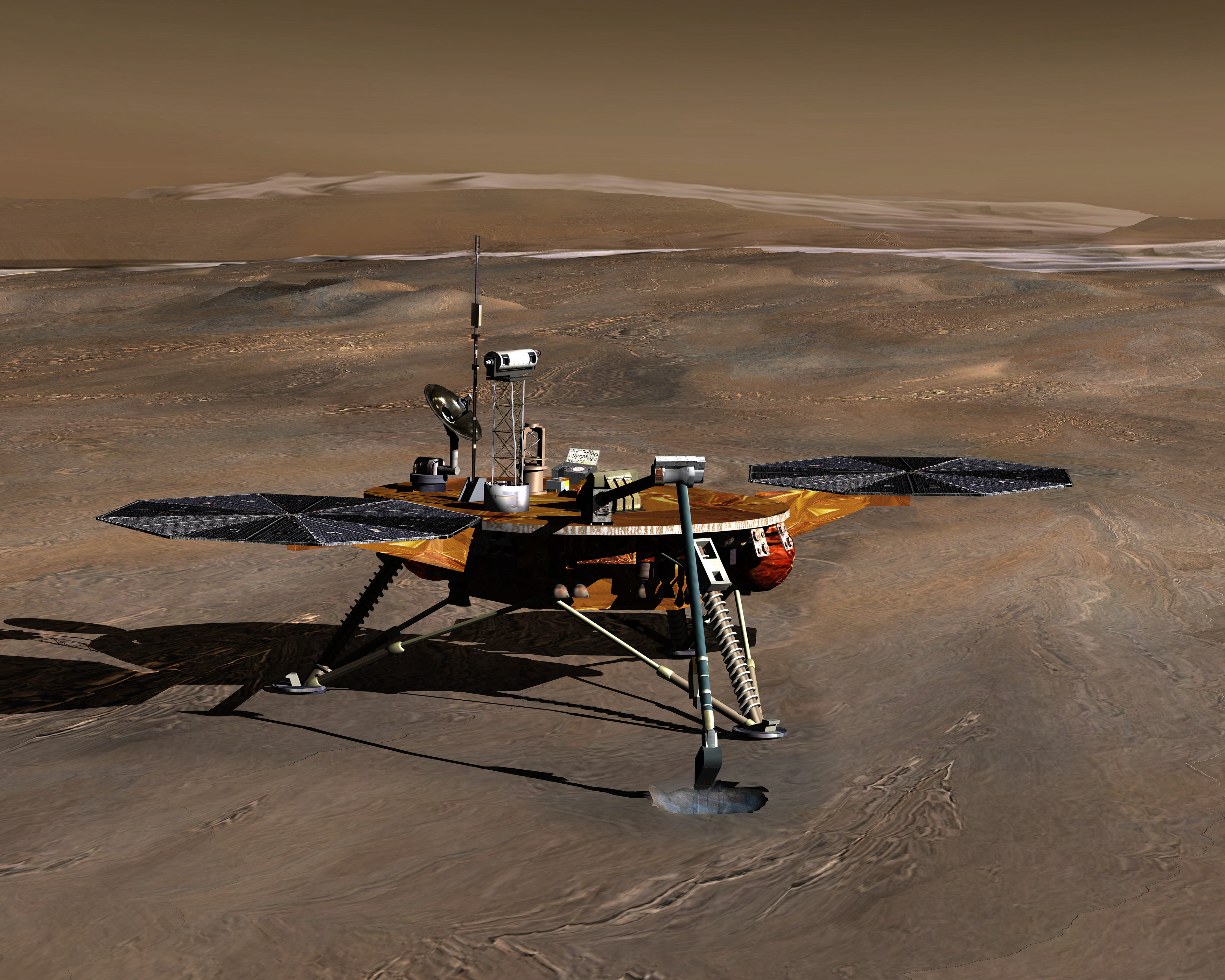
Ricostruzione dell'inizio dello scavo nel terreno
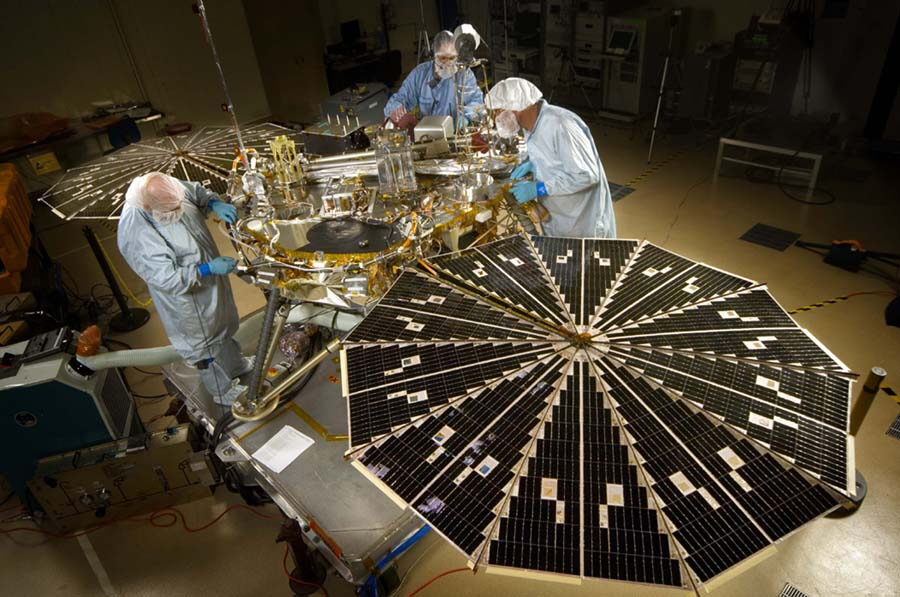
Test nel settembre 2006
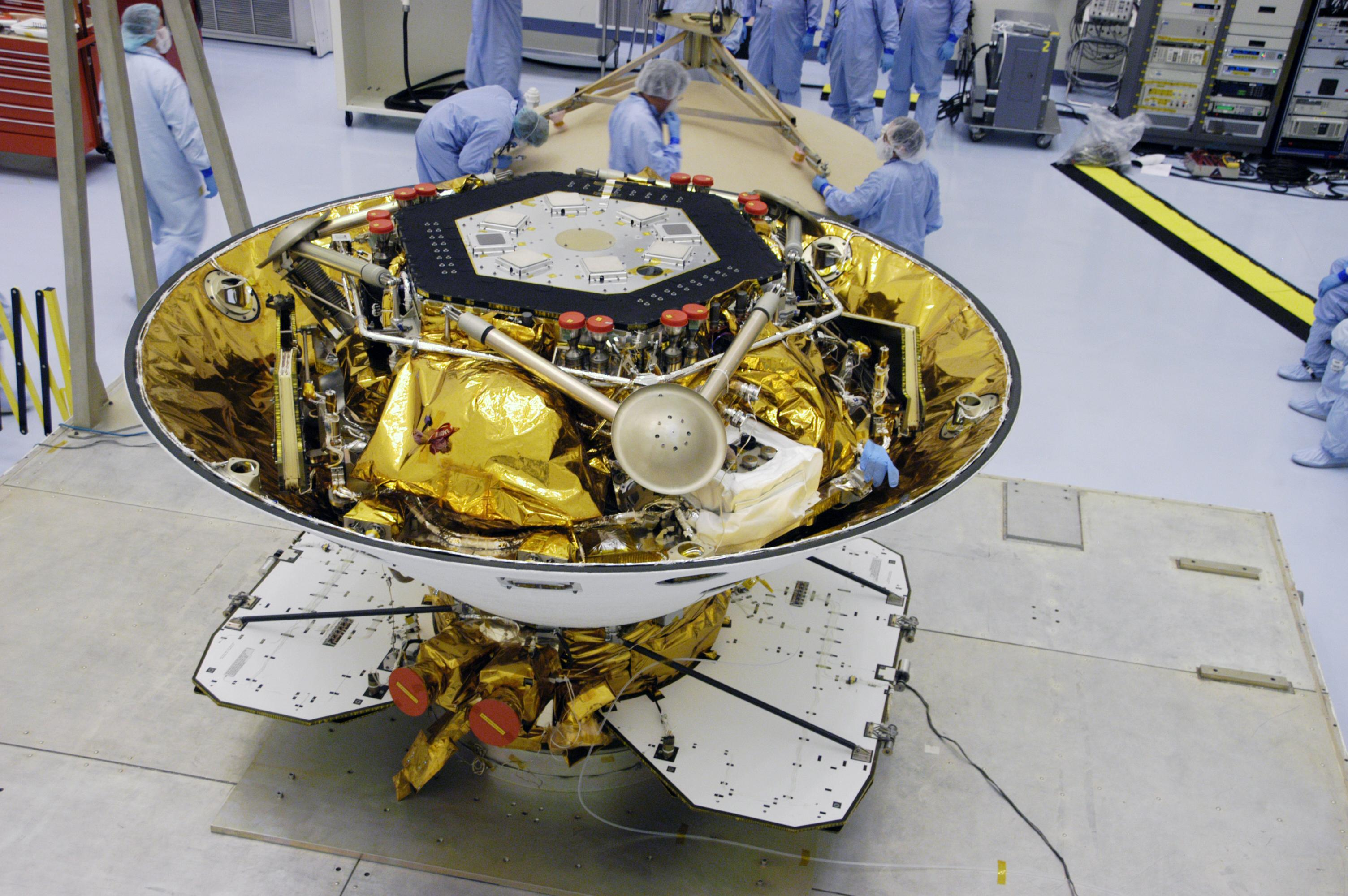
La sonda dentro il guscio dorsale
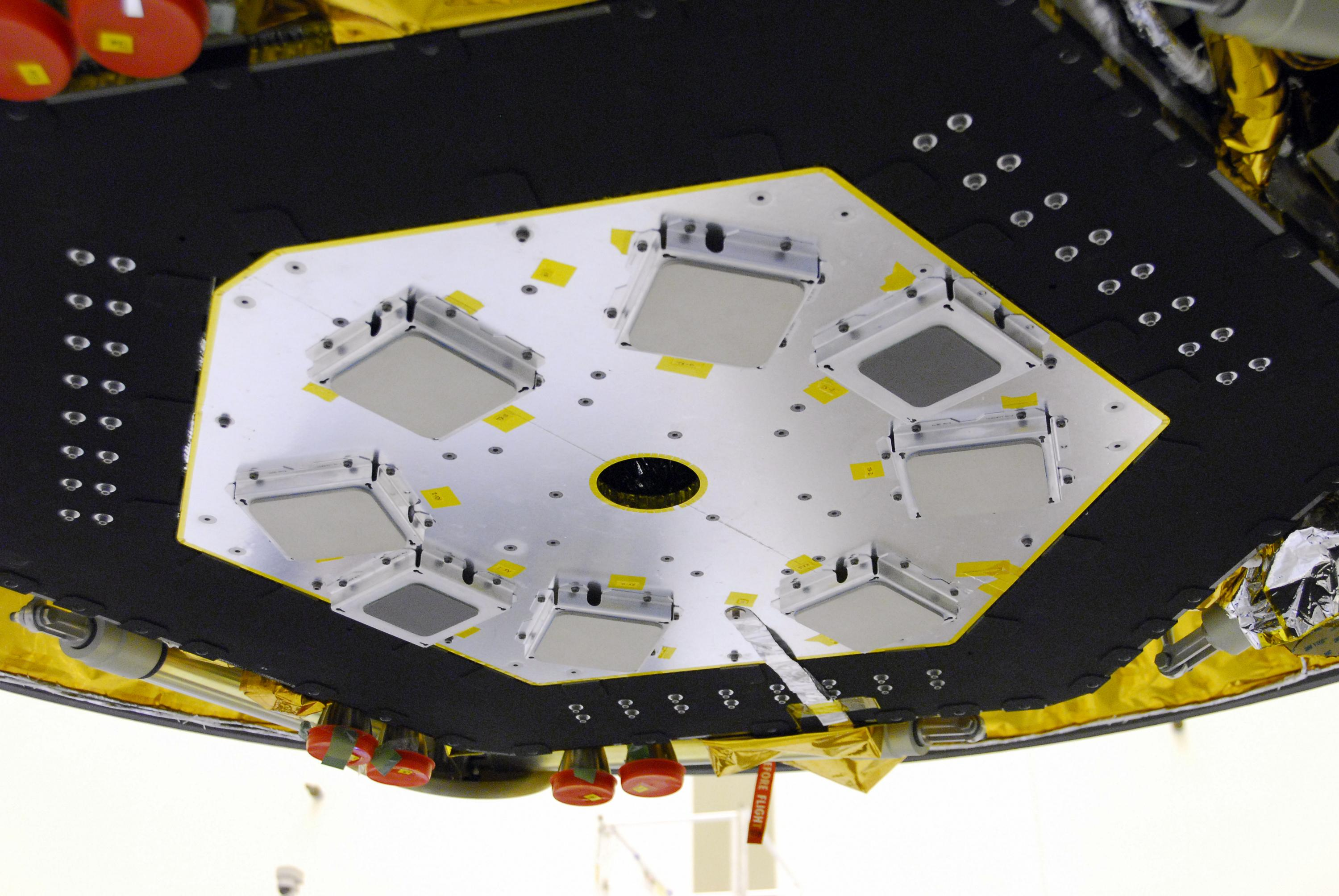
Immagine del radar
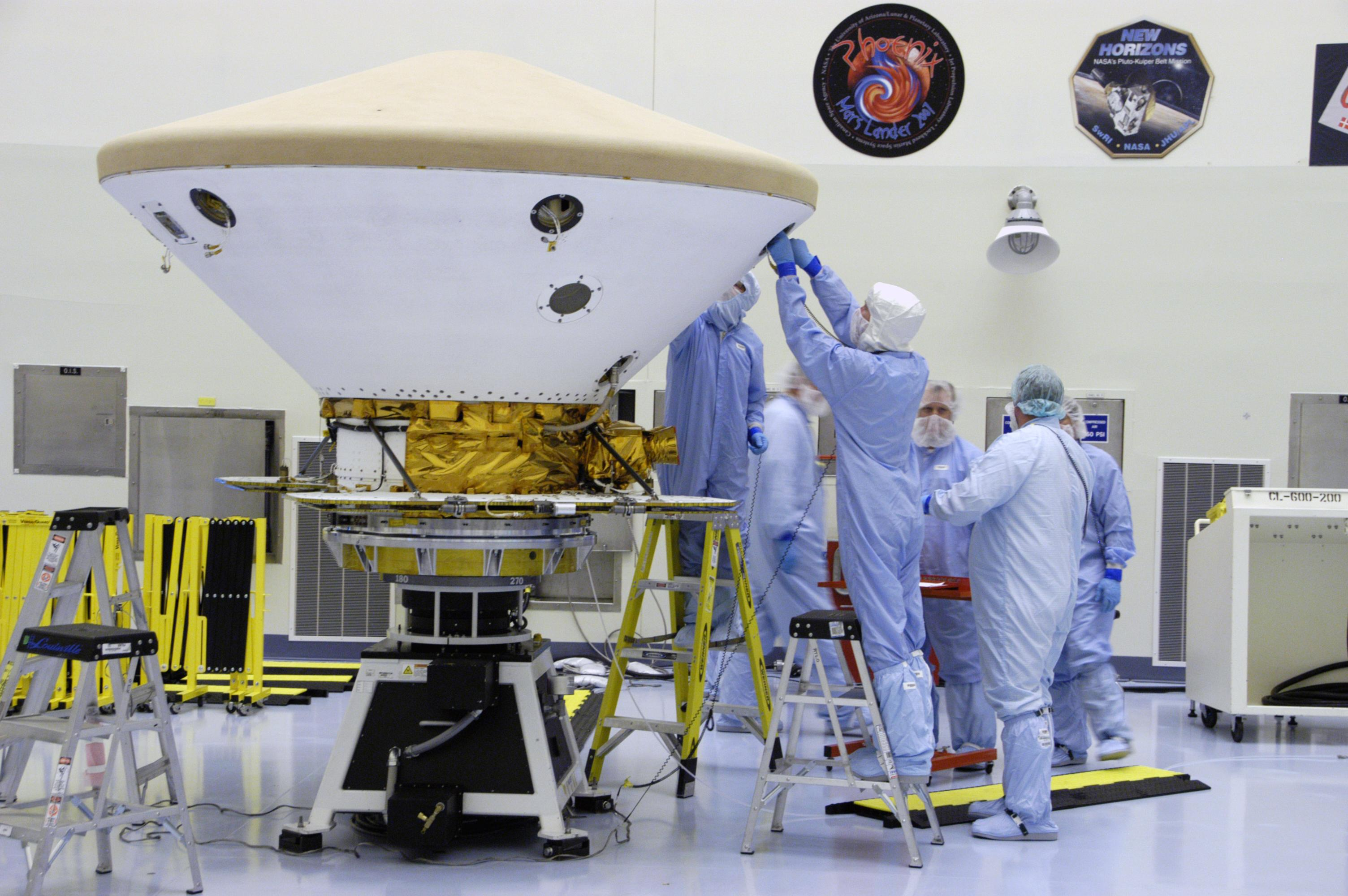
Chiusura dello scudo termico
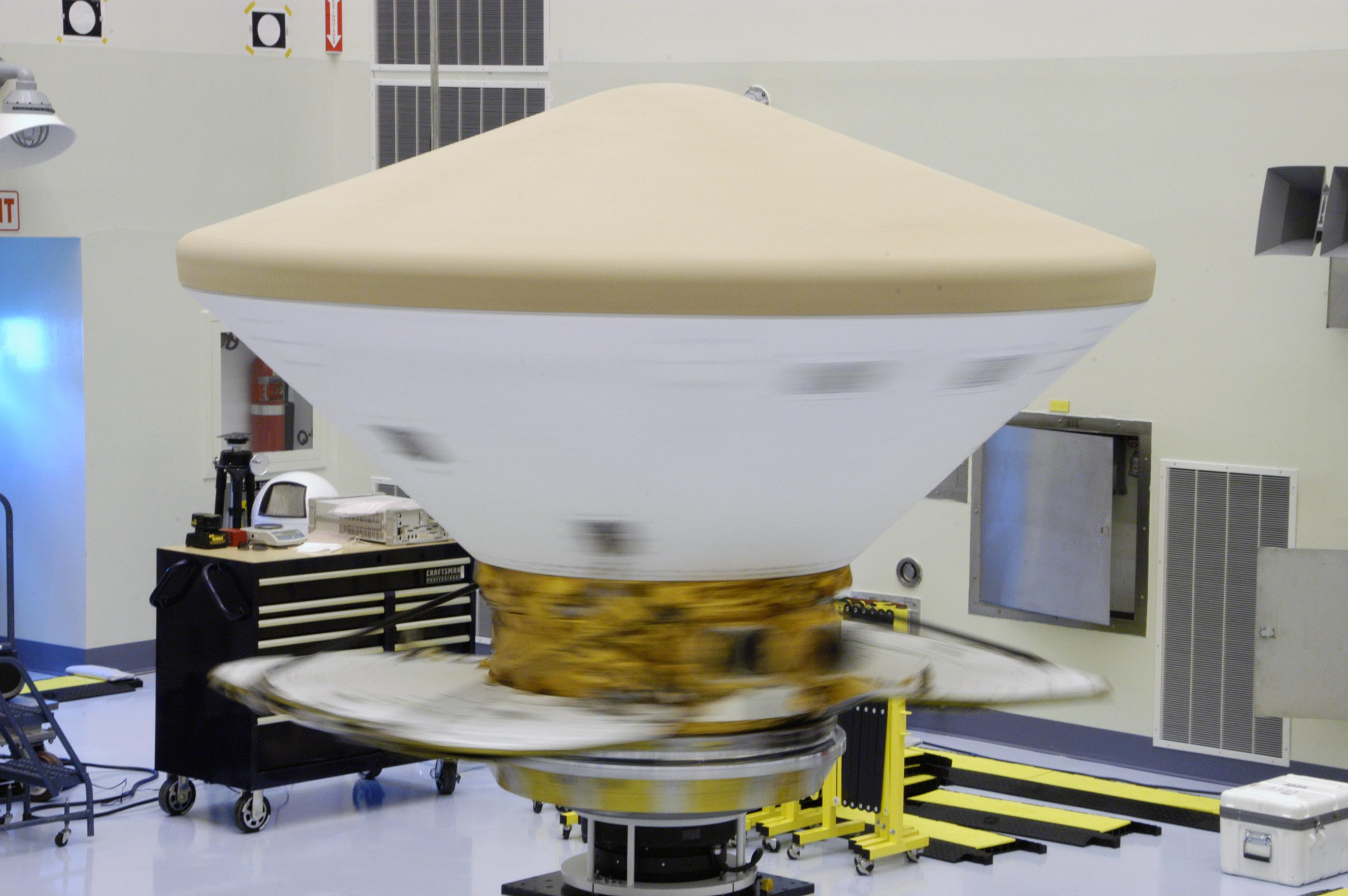
Test di rotazione della sonda completa
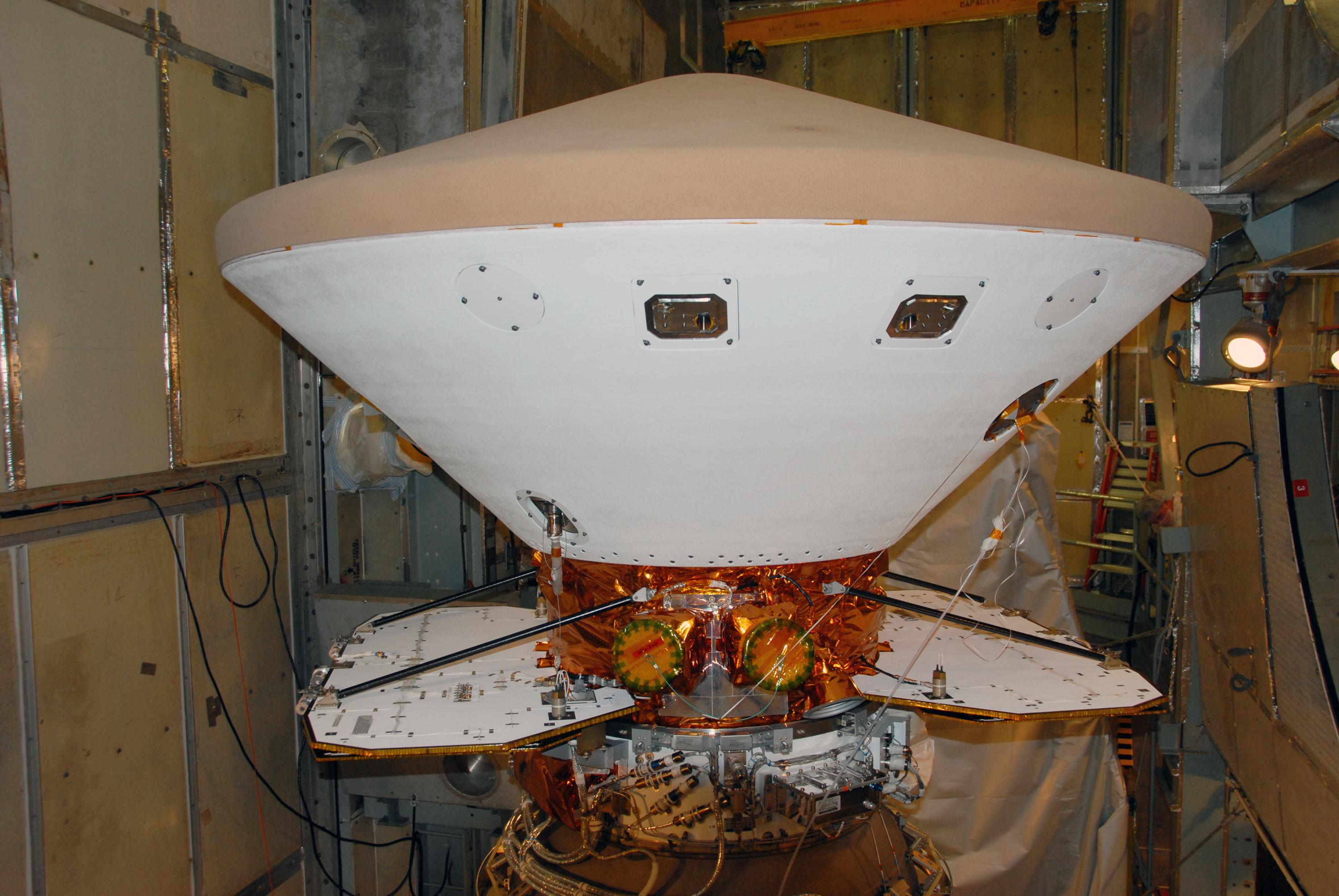
La sonda in attesa di essere montata sul vettore
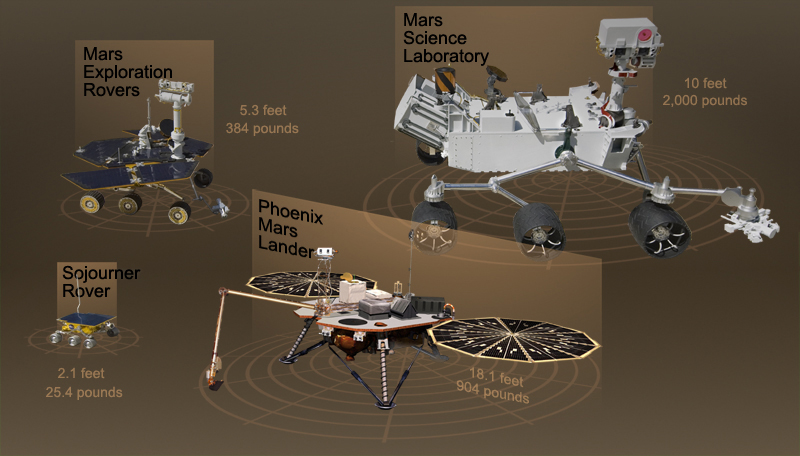
Confronto con i rover marziani

## Risultati missione
- Atterrata con successo il 26 maggio 2008 alle 01:53 ora italiana (UTC+2).
- Fotografata in volo durante l'atterraggio dalla telecamera HiRISE a bordo del Mars Reconaissance Orbiter, su hirise.lpl.arizona.edu.
- Fotografata al suolo (visibili sonda, paracadute, scudo termico) - Codice immagine HiRISE: PSP_008591_2485 (orbita 8591, posizione 248,5 gradi latitudine rispetto all'equatore notturno (v. pagina dedicata)
- Posizione luogo di atterraggio: 68.218830°N 234.250778°E (125.749222 W)[40]

## Elenco immagini ad alta risoluzione (HiRISE - Mars Reconnaissance Orbiter)
- View over Heimdall crater while landing
- Landing site after 11 hours (PSP_008585_2915)
- Landing site after 22 hours (PSP_008591_2485)
- 3d views of landing site after landing - Made up of PSP_008644_2485 and PSP_008591_2485 Archiviato il 24 febbraio 2020 in Internet Archive.